# Woodlake (Virginie)
 (avril 2025).
Woodlake est une census-designated place située dans le comté de Chesterfield, dans l’État de Virginie, aux États-Unis. Lors du recensement de 2020, elle comptait 7 493 habitants.